# Championnats du monde de tennis de table 1959
Navigation
Édition précédente Édition suivante
Les championnats du monde de tennis de table 1959, vingt-cinquième édition des championnats du monde de tennis de table, ont lieu du 27 mars au 5 avril 1959 à Dortmund, en Allemagne de l'Ouest.
Le titre en simple messieurs est remporté par le chinois Rong Guotuan. C'est la première fois qu'un chinois remporte un titre mondial, tous sports confondus.

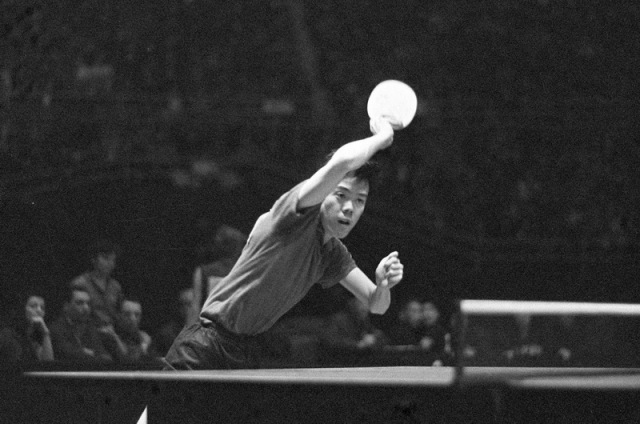
Rong Guotuan en 1959.